# دانشکده مهندسی شیمی دانشگاه علم و صنعت ایران
دانشکده مهندسی شیمی دانشگاه علم و صنعت ایران با فارغ‌التحصیل نمودن اولین دانش‌آموخته خود در سال ۱۳۱۴ به عنوان اولین دانشکده مهندسی شیمی در ایران پا به عرصه فعالیت گذارده و در طی این سال‌های متمادی ضمن ایفای نقش کلیدی در توسعه علمی و صنعتی کشور در صحنه جهانی نیز با ارائه دستاوردهای جدید خود همواره در زمینه‌های فعالیت علمی خود، مورد ارجاع بوده است.
در حال حاضر این دانشکده با ۲۴ عضو هیئت علمی خود در زمینه‌های:
- طراحی، شبیه‌سازی و کنترل فرایند
- مهندسی واکنش‌های شیمیایی
- فرایندهای جداسازی
- صنایع شیمیایی معدنی
- ترمودینامیک
- بیوتکنولوژی
- پلیمر

و با تکیه بر ۱۰ آزمایشگاه تحقیقاتی خود در زمینه‌های آموزشی و پژوهشی فعالیت می‌نماید و از منظر شاخص‌های جهانی آموزش و تحقیقات، در زمره برترین دانشکده‌های ایران می‌باشد. سالیانه از فعالیت‌های تحقیقاتی این دانشکده ده‌ها مقاله در مجلات شناخته شده جهانی منتشر شده یا در مجامع علمی بین‌المللی ارائه می‌گردد. همچنین سالیانه نزدیک ۲۷۰ دانشجوی کارشناسی ارشد، ۸۲ دانشجوی دکترا و ۲۵۰ دانشجوی کارشناسی جهت کسب علم و تجربه به این دانشکده فعالیت می‌نمایند. در طی سال‌های اخیر سرانه پروژه‌های تحقیقاتی به اساتید (عمدتاً با سفارش صنایع کشور) از ۳ پایین‌تر نیامده است.

## مقاطع و گرایش‌ها
- کارشناسی
  - مهندسی فرآیندهای نفت و گاز
  - مهندسی صنایع شیمیایی معدنی
- کارشناسی ارشد
  - صنایع شیمیایی معدنی
  - مهندسی پلیمر
  - فرایندهای جداسازی
  - طراحی، شبیه‌سازی و کنترل فرایند
  - ترمودینامیک و سینتیک و طرح رآکتور
  - بیوتکنولوژی
- دکتری
  - مهندسی شیمی